# Tunxdorf
Tunxdorf est un quartier de la commune de Papenbourg, dans le Land de Basse-Saxe.

## Géographie
Tunxdorf se situe au nord-ouest de la ville de Papenbourg. La réserve naturelle autour de l'ancien bras de l'Ems s'appelle "Tunxdorf Loop".
Le lac de Tunxdorf est créé comme lac d'évacuation grâce à la construction d'une digue moderne pour se protéger de l'Ems. Avec sa plage de sable, il sert aujourd'hui de lac de baignade. La construction de la Bundesautobahn 31 donne plus d'étangs de carrière dans la région, de sorte qu'aujourd'hui il y a plus de possibilités de baignade à proximité et il y a beaucoup moins de visiteurs au lac de Tunxdorf que par le passé.

## Histoire
Le village de Tunxdorf est mentionné pour la première fois au VIIIe siècle, sous le nom de Tunlasthorpe. On pense que Tunxdorf est le lieu d'origine de la famille von Thungestorp. Un château à Tunxdorf n'est explicitement mentionné qu'une seule fois en 1350, lorsque Eberhard von dem Beele dit Grymeke en fut inféodé par l'évêque d'Osnabrück. Au XVe siècle au plus tard, cependant, le siège noble semble avoir été abandonné.
Le 1er janvier 1973, Tunxdorf est incorporé à la ville de Papenbourg.

## Source, notes et références
- (de) Cet article est partiellement ou en totalité issu de l’article de Wikipédia en allemand intitulé « Tunxdorf » (voir la liste des auteurs).

1. ↑  (de) Hermann-Josef Döbber, « Darum ist der Tunxdorfer Waldsee heute kein "Wirtschaftsobjekt" », sur Neue Osnabrücker Zeitung, 2020 (consulté le 14 octobre 2022)
2. ↑  (de) Statistisches Bundesamt, Historisches Gemeindeverzeichnis für die Bundesrepublik Deutschland. Namens-, Grenz- und Schlüsselnummernänderungen bei Gemeinden, Kreisen und Regierungsbezirken vom 27.5.1970 bis 31.12.1982, 1983 (ISBN 3-17-003263-1)